# Шпак, Фаина Анатольевна
Фаина Анатольевна Шпак (27 августа 1906—1984) — советская художница, иллюстратор и скульптор. Член Союза художников СССР (1939). Заслуженный художник РСФСР (1969).

## Биография
Родилась 27 августа 1906 года в селе Великая река Орловского уезда Вятской губернии. Мать — учительница в сельской школе, отец — политический ссыльный, учитель гимназии в Орлове.
В 1925 году поступила в Вятский художественно-промышленный техникум, педагог — художник М. А. Демидов.
В 1928—1931 годах преподавала в школе кружевниц в Советске, затем в ФЗУ в посёлке Кордяжской бумажной фабрики.
В 1939 году окончила Ленинградский институт живописи, скульптуры и архитектуры при Академии художеств. Член Союза художников СССР (1939).
В 1939 году вернулась в Киров, работала научным сотрудником в Кировском областном художественном музее.
В годы войны работала для «Окон ТАСС», создавала плакаты, оформляла детские книги для эвакуированного в Киров издательства «Детгиз».
После войны работала как скульптор. Заслуженный художник РСФСР (1969).
Умерла в 1984 году.

## Творчество

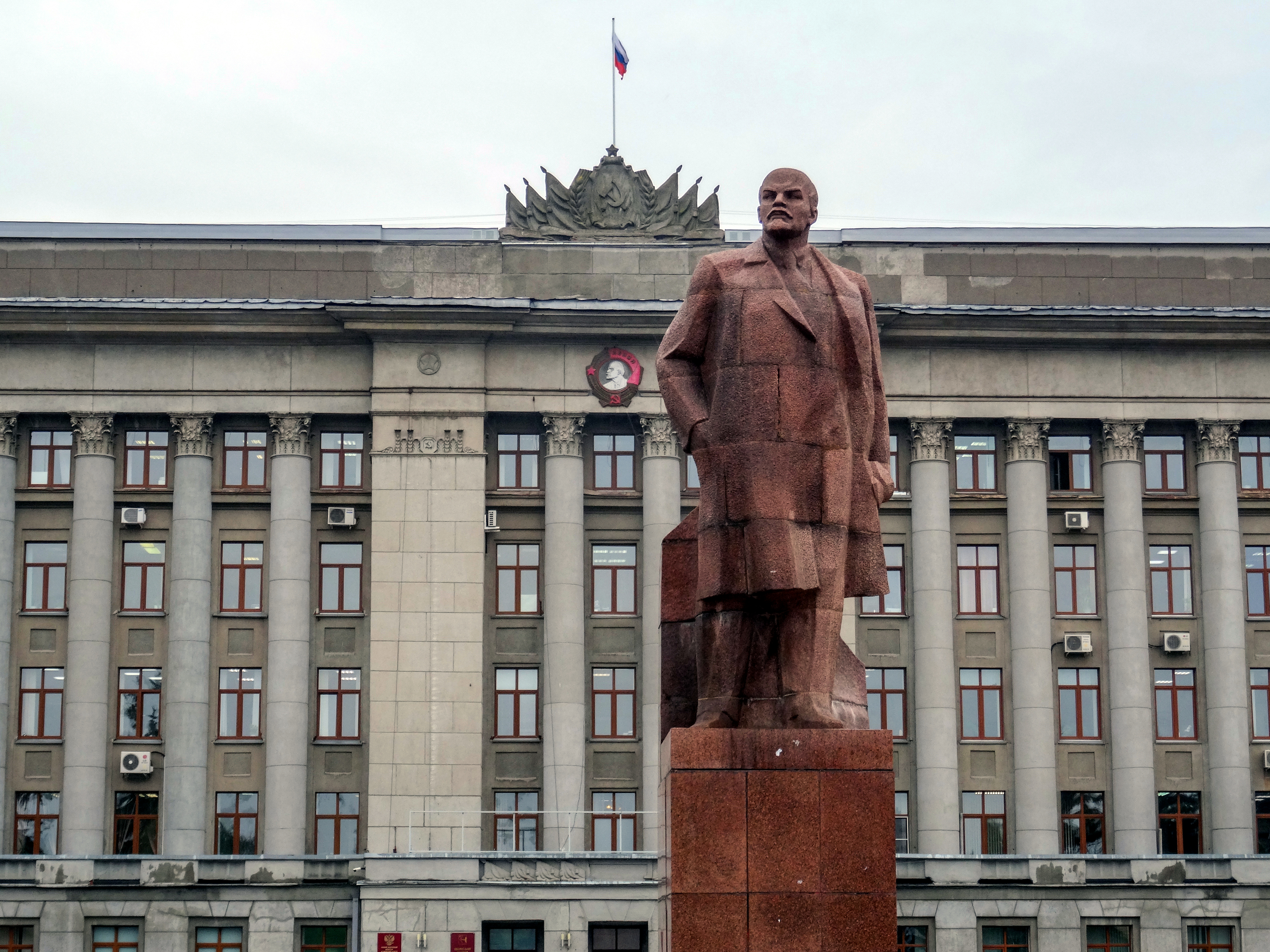
Памятник В. И. Ленину на Театральной площади в городе Кирове. Архитектор И. М. Синица, скульпторы М. М. Кошкин и Ф. А. Шпак

Иллюстрировала вышедшие в 1940 годы в Кирове в издательстве «Детгиз» книги «Чук и Гек», «Петька на даче», «Наш старший товарищ» и другие.
Автор картин: «Враг прошёл» (1944—1947), «Портрет полковника Яковлева» (1945—1947),  «Ф. Э. Дзержинский в Кайской ссылке» (1947), «Побег Ф. Э. Дзержинского из Кайской ссылки» (1949), «Сходка», «Аттестат зрелости», «Школьники» (1950), «Агролаборатория колхоза „Красный Октябрь“» (1952).
Автор скульптур «Прощание» и «Отчаяние» (1942).
Вырезанная из дерева скульптура «Пионерка» представлялась на ВСНХ в 1952 году и в 1953 году была выдвинута на соискание Сталинской премии.
Автор барельефа «Родина-мать» на Мемориальном комплексе «Вечный огонь» в Кирове (1965). Совместно с М. М. Кошкиным является автором памятника В. И. Ленину на Театральной площади в городе Кирове (1970) и памятника Степану Халтурину в городе Орлове.

## Семья
- Муж — художник Алексей Широков, ушёл на фронт, в 1944 году пропал без вести.
  - Дочь — художница Инна Широкова. Заслуженный художник РСФСР (1987).

## Память
В 2006 году в городе Кирове на доме по адресу ул. Ленина, 72 в котором жила художница установлена мемориальная доска с барельефом Ф. А. Шпак.